# Bulbophyllum quadrifalciculatum
Bulbophyllum quadrifalciculatum är en orkidéart som beskrevs av Johannes Jacobus Smith. Bulbophyllum quadrifalciculatum ingår i släktet Bulbophyllum och familjen orkidéer. Inga underarter finns listade i Catalogue of Life.